# Kungariket Sachsen
Kungariket Sachsen (tyska: Königreich Sachsen), var ett kungarike som existerade mellan 1806 och 1918. Från 1871 var det en del av Tyska riket.
Efter slutet på första världskriget utbröt Tyska novemberrevolutionen och med kung Fredrik August III:s abdikation så upphörde kungariket och Fristaten Sachsen utropades.

## Historia

### Napoleoneran ochTyska förbundet
Före 1806 var Sachsen en del av Tysk-romerska riket och kurfurstendömets härskare hade i hundratals år innehaft titeln kurfurste. När Tysk-romerska riket upplöstes efter kejsar Frans II:s nederlag mot Napoleon i slaget vid Austerlitz upphöjdes kurfurstendömet till ett självständigt kungadöme med stöd av Frankrike, den då ledande makten i Centraleuropa. Sachsens siste kurfurste var Fredrik August I.
Efter att Sachsens allierade, Preussen, hade förlorat i slaget vid Jena 1806, gick Sachsen med i Rhenförbundet och stannade sedan i förbundet fram till det att det upplöstes 1813, efter Napoleons nederlag I slaget vid Leipzig. Efter slaget, i vilket Sachsen – så gott som ensamt bland de tyska staterna – hade kämpat vid fransmännens sida, ansågs det bland de allierade att kung Fredrik August I hade förverkat sin tron och de satte Sachsen under rysk ockupation och administration. Detta var antagligen mer på grund av Preussens önskan att annektera Sachsen än på grund av några brott från Fredrik Augusts sida och Sachsens öde skulle visa sig bli en av huvudfrågorna vid Wienkongressen. Till slut annekterades 40 % av kungadömet, inklusive det historiskt viktiga Wittenberg, den protestantiska reformationens urhem. Fredrik August blev dock återinsatt på tronen i resterna av hans kungadöme, i vilket man fortfarande kunde finna de viktiga städerna Dresden och Leipzig. Kungariket gick även in i Tyska förbundet, de tyska staternas nya sammanslutning vilken ersatte Tysk-romerska riket.

### Det österrikisk-preussiska krigetochTyska riket

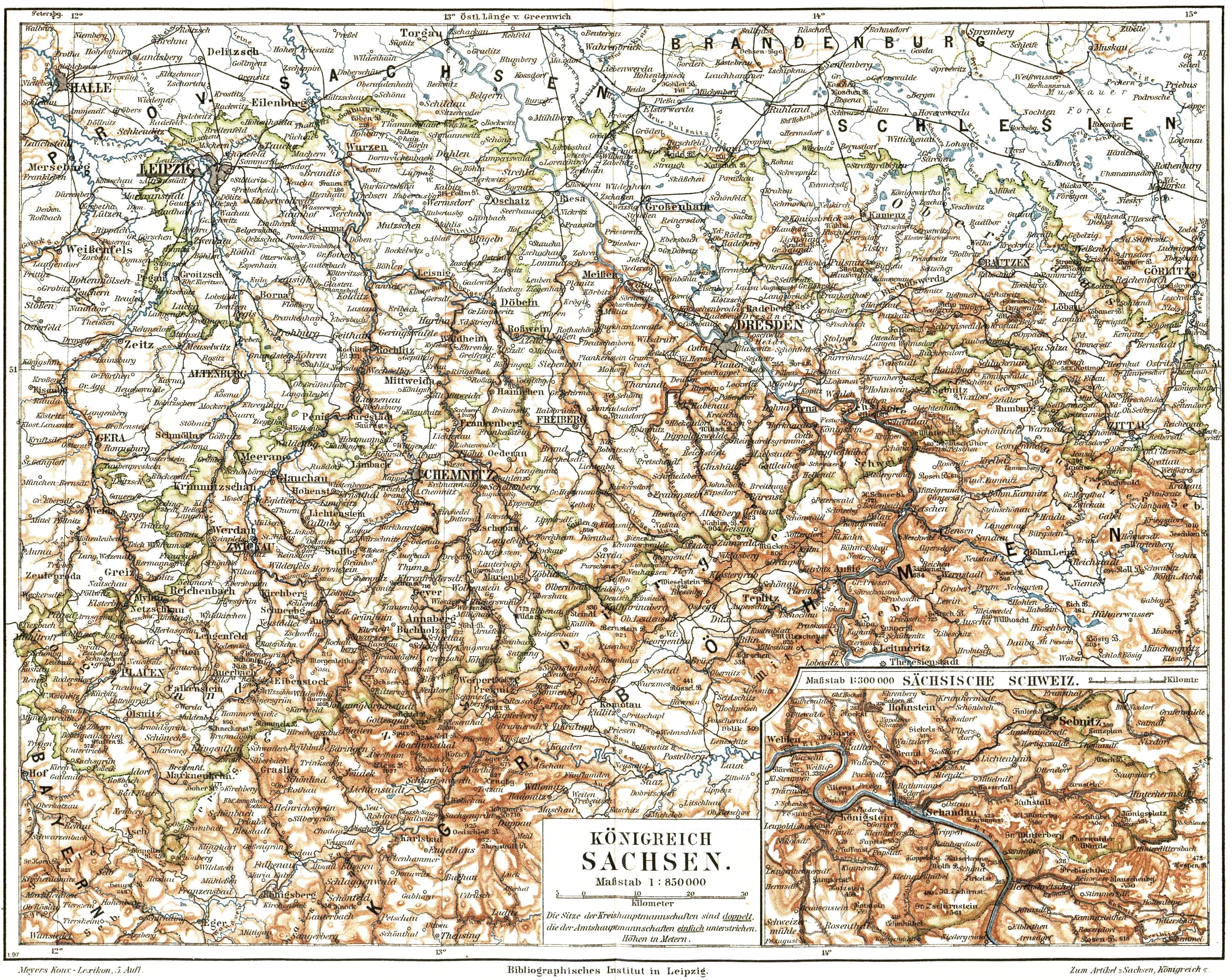
Kungariket Sachsen 1895

Under det österrikisk-preussiska kriget 1866 stod Sachsen på Österrikes sida och den sachsiska armén sågs generellt som den enda allierade som gav Österrike någon hjälp värd namnet. Den övergav Sachsens försvar för att förena sig med den österrikiska armén i Böhmen. Den effektivitet som Sachsens armé visade prov på var antagligen anledningen till att Sachsen kunde undvika det öde som andra nordtyska stater (i synnerhet Hannover) som var allierade med Österrike gick till mötes, vilka annekterades av Preussen efter kriget. Österrikarna insisterade på att Sachsen skulle sparas som en hederssak och preussarna gav efter för de önskemålen. Hur som helst gick Sachsen in i det preussiskledda Nordtyska förbundet året därpå. Genom Preussens seger över Frankrike i det preussisk-franska kriget 1871 gjorde Otto von Bismarck att det nordtyska förbundets medlemsstater istället organiserades i det Tyska riket, med Vilhelm I som dess kejsare. Johan I av Sachsen, som då var Sachsens kung, underordnades kejsaren och svor honom trohet, fast han, som andra tyska furstar, behöll vissa av de privilegier som utmärker en suverän härskare, inklusive rätten att inleda diplomatiska förbindelser med andra stater.

### Kungarikets upplösning
Vilhelm I:s sonson, kejsar Vilhelm II, abdikerade 1918 som ett resultat av Tysklands nederlag i första världskriget. Kung Fredrik August III av Sachsen följde hans exempel och abdikerade också och det tidigare Kungariket Sachsen blev Fristaten Sachsen inom den nyskapade Weimarrepubliken.

## Sachsens kungar

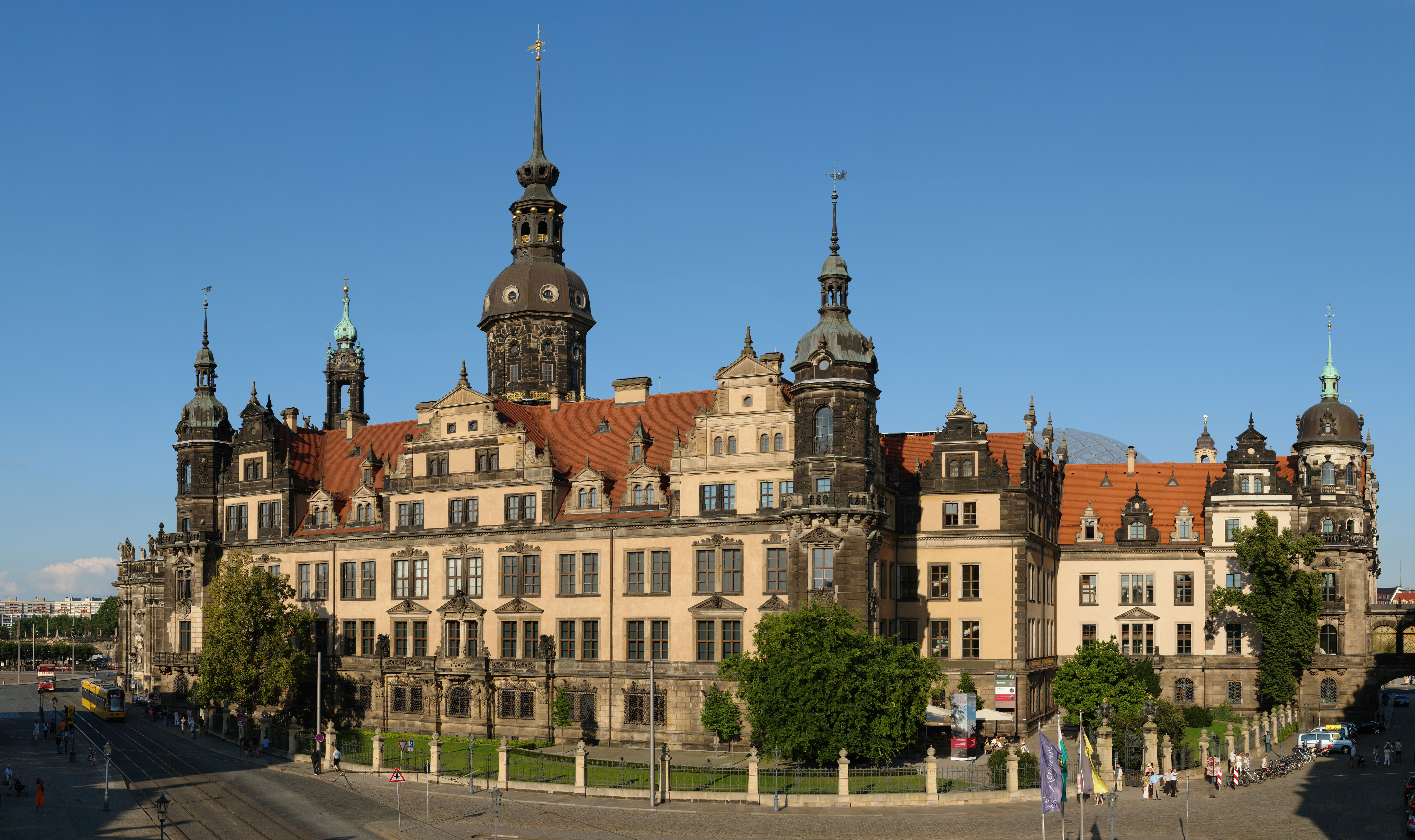
Residenzschloss Dresden var officiellt residens för Sachsens kungar.

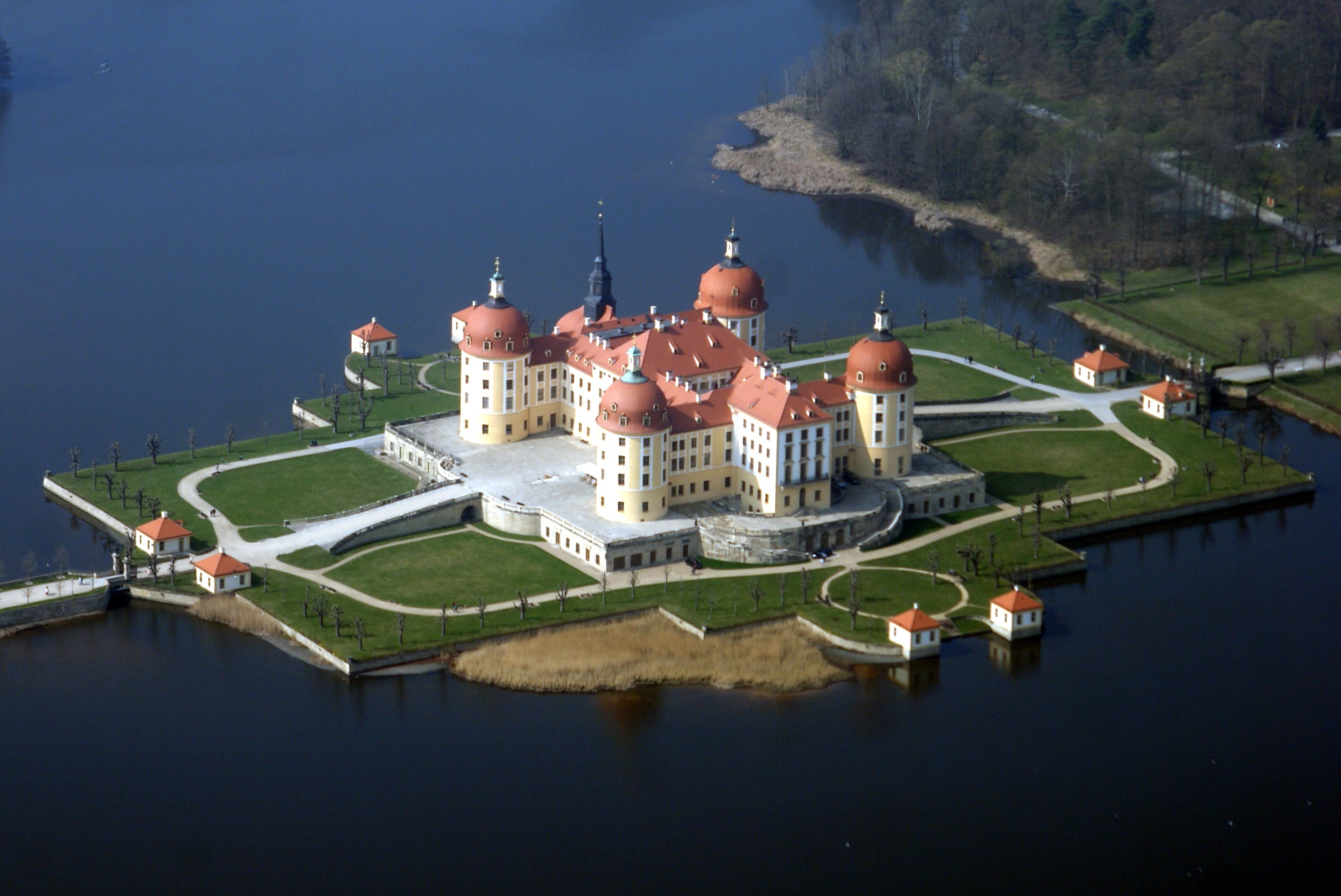
Jaktslottet Moritzburg som är beläget nordväst om Dresden.

| Nr | Porträtt | Namn                           | Regeringstid | Regeringstid | Gemål                                                           | Anmärkning                     | Not   |
| Nr | Porträtt | Namn                           | Från         | Till         | Gemål                                                           | Anmärkning                     | Not   |
| -- | -------- | ------------------------------ | ------------ | ------------ | --------------------------------------------------------------- | ------------------------------ | ----- |
| 1  |          | Fredrik August I (1750–1827)   | 1806         | 1827         | Amalia av Zweibrücken-Birkenfeld                                | Kurfurste av Sachsen 1763–1806 |       |
| 2  |          | Anton (1755–1836)              | 1827         | 1836         | Maria Karolina av Savojen (död 1782) Maria Teresia av Österrike |                                |       |
| 3  |          | Fredrik August II (1797–1854)  | 1827         | 1854         | Caroline av Österrike (död 1832) Maria Anna av Bayern           |                                |       |
| 4  |          | Johan I (1801–1873)            | 1854         | 1873         | Amalia Augusta av Bayern                                        |                                |       |
| 5  |          | Albert (1828–1902)             | 1873         | 1902         | Carola av Wasa                                                  |                                |       |
| 6  |          | Georg (1832–1904)              | 1902         | 1904         | Maria Anna av Portugal (död 1884)                               |                                |       |
| 7  |          | Fredrik August III (1865–1932) | 1904         | 1918         | Luise av Österrike-Toscana (skilsmässa 1903)                    | Abdikerade 1918                | [ 2 ] |

## Statsförfattning och förvaltning

Statsvapnet.

Kungariket Sachsens flagga, 1806-15.

Sachsens sista gällande författning utfärdades 4 september 1831, men ändrades flera gånger, senast
1909. Sachsen var ett kungarike, vars krona var ärftlig på manssidan efter lineal agnatisk
följd. Som medlem av Tyska riket ägde det fyra röster i förbundsrådet och sänder 23 representanter till
tyska riksdagen.
Landsrepresentationen (die Ständerversammlung) var delad på två kamrar. Den första
(47 ledamöter) bestod av 34 på livstid utsedda ledamöter (två kungliga prinsar, tre ägare av mediatiserade gods, två representanter för familjen Schönburg, 12
ombud för adliga godsägare, 10 godsägare utnämnda av kungen och fem andra personer utnämnda av kungen)
och 13 representanter, som satt i kammaren på grund av sitt ämbete (ett för universitetet i Leipzig, fyra kyrkliga funktionärer och ombud för 8 städer).
Andra kammaren bestod av 91 ledamöter, av vilka 43 var valda av stads- och 48 av lantvalkretsar för sex år. För valbarhet fordrades 30 års ålder och att betala direkt skatt till staten, för valrätt att vara minst 25 år och att betala sådan skatt. Varje väljare hade rätt till en röst, men kunde erhålla en, två eller tre röster ytterligare, om han fyllde vissa villkor med avseende på högre inkomst, värde av ägande jordfastighet, vetenskaplig utbildning, vetenskapligt eller konstnärligt yrke eller ålder (varje väljare över 50 år får en tilläggsröst). Bägge kamrarnas medlemmar, utom de ärftliga och exofficioledamöterna,
hade 12 marks dagtraktamente. Kamrarna hade samma rättigheter och sammanträdde en gång vartannat år.
Statsförvaltningen leddes av sex ministerier
(justitie-, finans-, inrikes-, krigs-, kultus- och undervisnings- samt utrikesministeriet), vilkas chefer bildade das Gesammtministerium, den högsta kollegiala myndigheten.
I administrativt hänseende indelades Sachsen i 5 Kreishauptmannschaften (Dresden,
Leipzig, Chemnitz, Bautzen och Zwickau), som delades i 27 Amtshauptmannschaften eller Bezirke. De tre största städerna ingick inte i något "bezirk", utan var självständiga förvaltningsområden.
Sachsen hade en Oberlandesgericht i Dresden, 7 Landgerichte
och 108 Amtsgerichte. Högsta myndighet inom den evangelisk-lutherska landskyrkan utövade ett landskonsistorium i Dresden, varjämte fanns en kyrklig representation (synoden), bestående av 40 lekmän och 33 andlige. Den reformerta kyrkan hade två konsistorier (i Dresden och Leipzig), den katolska ett katolskt konsistorium i
Dresden.
Den ordinarie statsbudgeten för finansperioden 1914-15 balanserade på 492,5 miljoner mark; den extraordinarie på 75,3 miljoner. Bland inkomsterna härrörde 312,4 miljoner från domänerna och andra statens tillhörigheter och 105,1 miljoner från direkta och indirekta skatter. Av utgifterna utgjorde omkostnaderna för kult och offentlig undervisning 40,5
miljoner. Matrikularbidraget till Tyska riket steg till 4
miljoner mark. Statsskulden utgjorde 1 januari 1915 876,19
miljoner mark.

## Flagga och statsvapen
Riksvapnet bestod av en två gånger kluven och tre gånger delad sköld, vars sköldfot ytterligare var en gång kluven. Hjärtskölden, som upptog 5:e och 8:e fälten, hade 10 tvärbjälkar, omväxlande svarta och gyllene, samt är belagd med den sachsiska gröna rutkransen och krönt med
hertigdömet Sachsens krona. I de övriga 12 fälten var konungarikets 12 landskaps vapen och på skölden fem tornerhjälmar. Från det att flaggan ändrades 1815 var nationalfärgerna var vitt och grönt.